# Кацелово
Каце́лово (болг. Кацелово) — село в Русенській області Болгарії. Входить до складу общини Две-Могили.

## Населення
За даними перепису населення 2011 року у селі проживали 752 особи.
Національний склад населення села:
| Національність   | Кількість осіб | Відсоток |
| ---------------- | -------------- | -------- |
| болгари          | 502            | 67,8%    |
| турки            | 185            | 25,0%    |
| цигани           | 51             | 6,9%     |
| Всього відповіли | 740            |          |

Розподіл населення за віком у 2011 році:
Динаміка населення: